# Zona Reservada Santiago Comaina
Die Zona Reservada Santiago Comaina ist ein 3984,49 km² großes Schutzgebiet im Norden von Peru. Es liegt in den Provinzen Datem del Marañón der Region Loreto und Condorcanqui der Region Amazonas. Es wurde am 21. Januar 1999 von der peruanischen Regierung zum Naturschutzgebiet erklärt. Es bildet zusammen mit der in Ecuador gelegenen Reserva Biológica El Cóndor einen sogenannten „Peace Park“.

## Geschichte
Als es im Jahre 1998 aufgrund unklarer Grenzregelungen zum Krieg zwischen Ecuador und Peru in der Cordillera del Cóndor in Form von Scharmützeln kam, konnte die Auseinandersetzung durch die Errichtung eines Peace Parks gelöst werden, nachdem es zu einer Intervention von Argentinien, Brasilien, Chile und den USA gekommen war und ein Friedensvertrag geschlossen wurde. Der Friedensvertrag war an die Errichtung und Verbindung von zwei grenzübergreifenden Naturschutzgebieten gebunden.

## Flora und Fauna
In diesem Schutzgebiet leben zahlreiche Vögel wie der laut IUCN gefährdete Pinselsittich (Leptosittaca branickii), der ebenfalls gefährdete Karunkelhokko (Crax globulosa) und der gering gefährdete Andenkondor (Vultur gryphus). Ferner leben im Schutzgebiet Jaguare (Panthera onca), Schwarze Kaimane (Melanosuchus niger), Krokodilkaimane (Caiman crocodilus), Totenkopfaffen (Saimiri sp.) und Goldstirnklammeraffen (Ateles belzebuth). Außerdem wäre zu nennen: der Brillenbär (Tremarctos ornatus), der Riesenotter (Pteronura brasiliensis), der Amazonas-Manati (Trichechus inunguis), die Arrauschildkröte (Podocnemis expansa), der Ozelot (Leopardus pardalis), das Schwarze Aguti (Dasyprocta fuliginosa), der Kurzohrfuchs (Atelocynus microtis), das Paka (Cuniculus paca), das Weißbartpekari (Tayassu pecari), der Bergtapir (Tapirus pinchaque). Es wurden 838 Vogelarten in dem Gebiet gezählt, darunter viele Kolibris, Eigentliche Papageien und Habichtartige.
Im Jahr 2001 wurde von Richard P. Vari und Antony S. Harold ein für die Wissenschaft neuer endemischer Fisch, der zur Familie Stevardiidae gehört und aus dem Río Santiago stammt, namens Creagrutus gracilis erstmals beschrieben. Im Park kommen 474 Schmetterlingsarten vor. In den El-Condor-Bergen gedeihen 40 verschiedene Orchideenarten. Außerdem wachsen im Schutzgebiet Zedrelen (Cedrela), Amerikanisches Mahagoni (Swietenia macrophylla), Cavanillesia umbellata,  Cedrelinga cateniformis, Capirona decorticans, Schraubenbaum und verschiedene Palmen.

## Indigene Völker
In dem Schutzgebiet leben entlang der Flüsse Río Cenepa, Río Marañón, Río Nieva und Río Santiago die Ethnien der Shuar, Aguarunas und Huambisa.